# ديك تومسون مورغان
ديك تومسون مورغان (بالإنجليزية: Dick Thompson Morgan)‏ هو محام وكاتب سيناريو وسياسي أمريكي، ولد في 6 ديسمبر 1853 في الولايات المتحدة، وتوفي بنفس المكان في 4 يوليو 1920. نشط على الصعيد الحزبي في الحزب الجمهوري، وانتُخِبَ  عضواً لمجلس النواب الأمريكي.